# Maladies de l'olivier
Maladies de l'olivier  (Olea europaea).

## Maladies bactériennes
| Maladies                                    | Agents pathogènes                                                        |
| ------------------------------------------- | ------------------------------------------------------------------------ |
| Dessèchement rapide de l'olivier,           | - Xylella fastidiosa                                                     |
| Maladie des tumeurs de l'olivier            | - Pseudomonas syringae ssp. savastanoi pv. oleae                         |
| Chancre bactérien et dépérissement terminal | - Pseudomonas syringae - Xanthomonas campestris - Ralstonia solanacearum |

## Maladies fongiques[4]
| Maladies                | Agents pathogènes                                                                                 |
| ----------------------- | ------------------------------------------------------------------------------------------------- |
| Cercosporiose           | - Cercospora cladosporioides / Pseudocercospora cladosporioides / Mycocentrospora cladosporioides |
| Œil de paon             | - Spilocaea oleaginea                                                                             |
| Verticilliose           | - Verticillium dahliae                                                                            |
| Pourridié               | - Phytophthora spp.                                                                               |
| Pourriture charbonneuse | - Macrophomina phaseolina                                                                         |
| Anthracnose             | - Colletotrichum acutatum                                                                         |
| Rhizoctone              | - Rhizoctonia spp.                                                                                |
| Chancre de la tige      | - Botryosphaeria sp                                                                               |
| Pourriture du fruit     | - Botryosphaeria spp., - Alternaria spp., - Coleophoma oleae                                      |
| Dalmaticose             | - Fusicoccum aesculi (synonyme : Camarosporium dalmaticum)                                        |

## Maladies virales[7]
| Maladies                           | Agents pathogènes                                                                                  |
| ---------------------------------- | -------------------------------------------------------------------------------------------------- |
| Mosaïque de l'arabis               | Virus de la mosaïque de l'arabis (ArMV, Arabis mosaic virus)                                       |
| Enroulement foliaire du cerisier   | virus de l'enroulement foliaire du cerisier (CLRV, Cherry leaf roll virus)                         |
| Mosaïque du concombre              | Virus de la mosaïque du concombre (CMV, Cucumber mosaic virus)                                     |
| Jaunissement foliaire de l'olivier | Virus associé du jaunissement foliaire de l'olivier (OLYaV, Olive leaf yellowing associated virus) |
| Taches annulaires de l'olivier     | Virus latent des taches annulaires de l'olivier (OLRSV, Olive latent ring spot virus)              |
| Virus latent 1 de l'olivier        | Virus latent 1 de l'olivier (OLV-1, Olive latent virus 1)                                          |
| Virus latent 2 de l'olivier        | Virus latent 2 de l'olivier (OLV-2, Olive latent virus 2)                                          |
| Taches annulaire du fraisier       | Virus latent des taches annulaire du fraisier (SLRSV, Strawberry latent ring spot virus).          |

## Maladies à phytoplasmes
| Maladies                             | Agents pathogènes         |
| ------------------------------------ | ------------------------- |
| Symptômes de marbrures chlorotiques. | Phytoplasme non identifié |